# يان ناغل
يان ناغل هو رسام هولندي، ولد في 1560 في هارلم في هولندا، وتوفي بنفس المكان في 1602.